# Goli Vrh (Krško, Slovenija)
Goli Vrh je naselje u Općini Krško u istočnoj Sloveniji. Goli Vrh se nalazi u pokrajini Dolenjskoj i statističkoj regiji Donjoposavskoj. 

## Stanovništvo
Prema popisu stanovništva iz 2002. godine Goli Vrh je imao 14 stanovnika.

## Vanjske poveznice
- Satelitska snimka naselja  Arhivirana inačica izvorne stranice od 29. srpnja 2017. (Wayback Machine)